# Lutz József
Lutz József (1944. április 24. – 1995) labdarúgó, csatár.

## Pályafutása
1962 és 1964 között az Újpesti Dózsa labdarúgója volt. Az élvonalban 1963. június 16-án mutatkozott be a Dorog ellen, ahol csapata 2–0-s vereséget szenvedett. Ezzel az egy mérkőzéssel tagja volt az 1962–63-as idényben bajnoki bronzérmet szerzett csapatnak. A Dózsában három szezon alatt mindössze hét bajnoki mérkőzésen szerepelt ezért az Ózdi Kohász csapatához igazolt. Itt két idény alatt 45 mérkőzésen 8 gólt szerzett. 1967-ben visszaszerződött a fővárosba az MTK együtteséhez, ahol két idényt töltött el. Az élvonalban összesen 86 mérkőzésen szerepelt és kilenc gólt szerzett. 1969-től a Kecskeméti Dózsában játszott. 1973 nyarától a Volán SC játékosa volt.

## Sikerei, díjai
- Magyar bajnokság
  - 3.: 1962–63
- Magyar kupa (MNK)
  - döntős: 1968[3]